# Apodibius serventyi
Apodibius serventyi är en djurart som tillhör fylumet trögkrypare, och som beskrevs av Morgan och Nicholls 1986. Apodibius serventyi ingår i släktet Apodibius och familjen Necopinatidae. Inga underarter finns listade i Catalogue of Life.